# Belavabary
Belavabary est une commune urbaine malgache située dans la partie sud-ouest de la région d'Alaotra-Mangoro.